# Maesa pulchella
Maesa pulchella är en viveväxtart som beskrevs av William Fawcett. Maesa pulchella ingår i släktet Maesa och familjen viveväxter. Inga underarter finns listade i Catalogue of Life.